# Chiesa di Sant'Antimo sopra i Canali

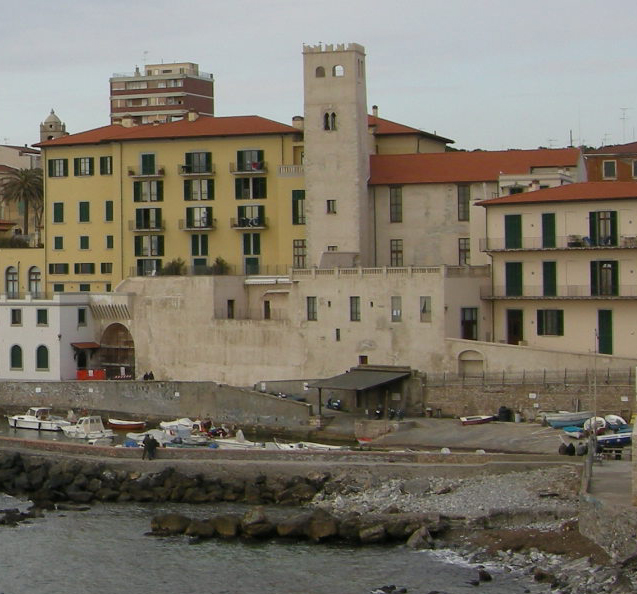
La chiesa di Sant'Antimo sopra i Canali vista da piazza Bovio

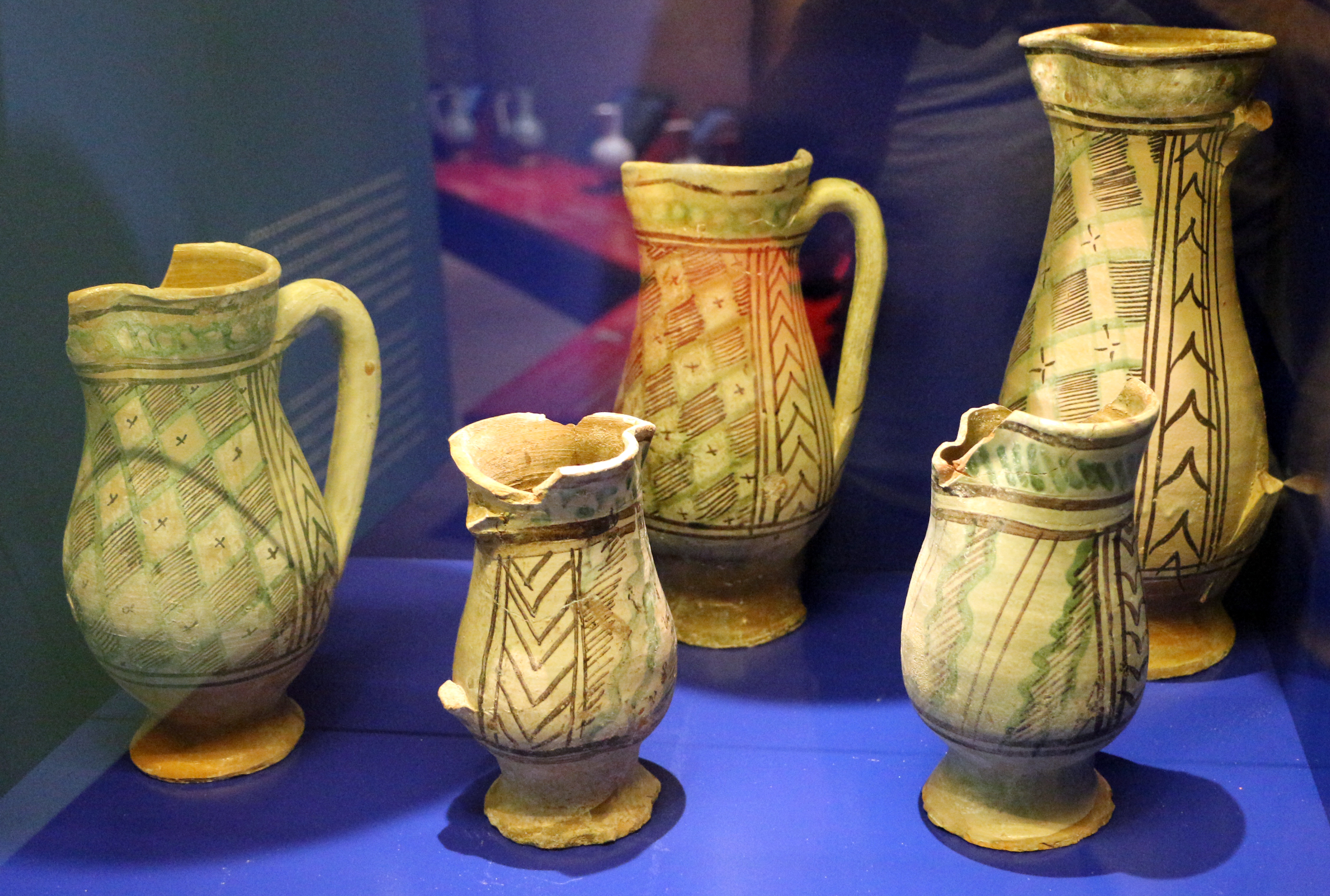
Manifattura pisana, ceramiche arcaiche ritrovate nelle volte della chiesa di Sant'Antimo, 1200-50

La chiesa di Sant'Antimo sopra i Canali, detta anche popolarmente la Tarsinata, si trova in via Sferracavalli a Piombino.

## Storia
La chiesa di Sant'Antimo, oggi non più officiata e inglobata nel fabbricato dell'ex ospedale civile, sostituì fin dal 1468 la primitiva pieve di San Lorenzo. La sua edificazione è riferibile al 1258, grazie all'intervento dalla ricca Corporazione dei Marinai. L'impronta gotica è riconoscibile nell'abside quadrata e nelle finestre ad arco acuto della navata.
Nel XVII secolo vi fu annesso un grande convento intitolato a sant'Anastasia; di esso si conserva ancora il chiostro e alcune epigrafi all'interno. Questo monastero ebbe contrasti con i vescovi diocesani per la sua fondazione e sul fatto che fosse senza clausura. Nel 1805 la Principessa di Piombino Elisa Bonaparte Baciocchi, avendo emesso un decreto sulla sanità, fece sconsacrare chiesa e convento, modificando la struttura fino secondo la forma e i volumi attuali, impiantandovi un moderno ospedale. Oggi ciò che resta della chiesa è stato ristrutturato e le altre parti del complesso sono sede di un residence.
Il titolo "di Sant'Antimo" fu assunto dal Duomo di Piombino.

## Architettura
L'edificio gotico, a una sola navata, fu costruito con regolari corsi di pietra albarese squadrata, lo stesso materiale di altri monumenti piombinesi dell'epoca. Ne rimangono tracce nell'abside e nei muri laterali: sono visibili la scarsella quadrilatera con una monofora archiacuta, tre aperture identiche sul fianco sinistro, un portale con arco estradossato e cornice modanata e infine la torre campanaria, detta torre della Tarsinata, che ha mantenuto il suo originale aspetto, salvo la merlatura ghibellina che originariamente doveva essere stata guelfa; sotto di essa, pochi anni fa sono state rinvenute delle antiche ceramiche policrome.